# Oblast' di Penza
L'oblast' di Penza (in russo Пе́нзенская о́бласть?, Pénzenskaja óblasť) è un'oblast' della Russia che si estende su un territorio interessato quasi completamente dalle Alture del Volga.
Attraversata da molti fiumi (Sura, Vorona, Chopër e Mokša tra i principali) collegati tra loro da decine di canali che hanno favorito l'agricoltura e l'allevamento.
Le risorse della provincia sono però anche le industrie tra le quali ricordiamo le alimentari, metalmeccaniche, aeronautiche, chimiche e tessili.
La capitale Penza (450 000 abitanti) è un notevole mercato agricolo e del bestiame e sede di un aeroporto. Caratteristico il turismo balneare sul fiume Sura.
Altre città importanti sono: Kuzneck (100 000 abitanti) centro della concia delle pelli con industrie calzaturiere; Serdobsk (50 000 abitanti) famosa per i suoi orologi; Kamenka (48 000 abitanti) 70 km ad ovest di Penza con industrie meccaniche e del materiale da costruzione; Nižnij Lomov (25 000 abitanti) con le industrie dei fiammiferi.

## Geografia antropica

### Suddivisioni amministrative

#### Rajon
La oblast' di Penza comprende 27 rajon (fra parentesi il capoluogo; sono indicati con un asterisco i capoluoghi non direttamente dipendenti dal rajon ma posti sotto la giurisdizione della oblast'):
- Bašmakovskij (Bašmakovo)
- Bekovskij (Bekovo)
- Belinskij (Belinskij)
- Bessonovskij (Bessonovka)
- Gorodiščenskij (Gorodišče)
- Issinskij (Issa)
- Kamenskij (Kamenka)
- Kameškirskij (Russkij Kameškir)
- Kolyšlejskij (Kolyšlej)
- Kuzneckij (Kuzneck)
- Lopatinskij (Lopatino)
- Luninskij (Lunino)
- Maloserdobinskij (Malaja Serdoba)
- Mokšanskij (Mokšan)

- Narovčatskij (Narovčat)
- Neverkinskij (Neverkino)
- Nikol'skij (Nikol'sk)
- Nižnelomovskij (Nižnij Lomov)
- Pačelmskij (Pačelma)
- Penzenskij (Kondol')
- Šemyšejskij (Šemyšejka)
- Serdobskij (Serdobsk)
- Sosnovoborskij (Sosnovoborsk)
- Tamalinskij (Tamala)
- Spasskij (Spassk)
- Vadinskij (Vadinsk)
- Zemetčinskij (Zemetčino)

#### Città
I centri abitati della oblast' che hanno lo status di città (gorod) sono 11 (in grassetto le città sotto la diretta giurisdizione della oblast', che costituiscono una divisione amministrativa di secondo livello):
- Belinskij
- Gorodišče
- Kamenka
- Kuzneck
- Nikol'sk
- Nižnij Lomov

- Penza
- Serdobsk
- Spassk
- Sursk
- Zarečnyj

#### Insediamenti di tipo urbano
I centri urbani con status di insediamento di tipo urbano sono 16 (in grassetto gli insediamenti di tipo urbano sotto la diretta giurisdizione della oblast', che costituiscono una divisione amministrativa di secondo livello):
- Bašmakovo
- Bekovo
- Čaadaevka
- Evlaševo
- Issa
- Kolyšlej
- Lunino
- Mokšan

- Pačelma
- Šemyšejka
- Sosnovoborsk
- Sura
- Tamala
- Verchozim
- Zemetčino
- Zolotarëvka